# 成田親泰
成田親泰（？—1545年5月27日）是日本戰國時代武將。藤原師輔流的成田氏。父親是成田顯泰。兒子有成田長泰、小田朝興、成田泰季。武藏國忍城城主。山內上杉家家臣。官位是下總守。
仕於關東管領上杉憲政。在天文10年（1541年）與上杉憲賢連結並攻撃上野國的横瀨泰業。在天文14年（1545年）死去（舊説是大永4年（1524年），不過這是父親顯泰的死去日期）。